# 12-Stunden-Rennen von Sebring 1981

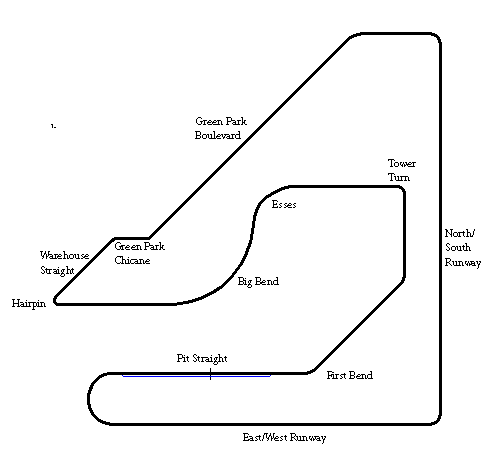
Streckenverlauf 1981

Das 29. 12-Stunden-Rennen von Sebring, auch The Coca-Cola Twelve Hours of Sebring, International Grand Prix of Endurance, Sebring Airport, fand am 21. März 1981 auf dem Sebring International Raceway statt und war der zweite Wertungslauf der Sportwagen-Weltmeisterschaft sowie der IMSA-GTP-Serie dieses Jahres.

## Das Rennen
Das 12-Stunden-Rennen von Sebring, das inzwischen älteste US-amerikanische Sportwagenrennen, galt auch 1981 als das anstrengendste Autorennen für Mensch und Maschine in Nordamerika. Das lag vor allem am harten und unebenen Rennkurs in Sebring. 1981 hatte sich gegenüber den Jahren davor dennoch einiges verändert. Die Sportwagenrennen in den USA der frühen 1980er-Jahre litten unter einem starken Schwund an Herstellern und Sponsoren. Die Starterfelder waren zwar nach wie vor groß; es fehlte aber die Vielfalt an Fahrzeugen und nur wenige Teams wurden professionell geführt. Dazu kam, dass den US-amerikanischen Zuschauern die Identifikationsfiguren unter den Fahrern fehlten. Der bekannteste und populärste Pilot fehlte 1981. Peter Gregg hatte sich im Dezember 1980 an einem Strand in Florida das Leben genommen. Über viele Jahre hatte er mit Hurley Haywood ein erfolgreiches Rennduo gebildet; seine Rennfahrzeuge waren vorbildlich vorbereitet.
Von diesen Entwicklungen am wenigsten betroffen war das Rennen in Sebring. Am Renntag wurden 47.000 Personen als offizielle Zuschauerzahl bekannt gegeben. Die schnellste Trainingszeit erzielte wie im Vorjahr John Fitzpatrick im Porsche 935. Die 935 waren das dominierende Rennmodell bei diesem Rennen. Die ersten zwölf Startplätze wurden von 935 eingenommen, erst an der 13. Stelle folgte mit einem Chevrolet Monza der erste Nicht-935er.
Das Rennen verlief ungemein spannend. Elfmal wechselte die Führung während der 12-Stunden-Rennzeit; sechs Teams konnten bis an die Spitze vorstoßen. Die ersten fünf Stunden führten John Fitzpatrick und Jim Busby, konnten das Rennen nach einem Defekt an der Kraftübertragung aber nicht beenden. Erstaunlich war, dass Hurley Haywood, Al Holbert und Bruce Leven, die zur Halbzeit in Führung lagen, sieben Runden nach einem Problem mit der Aufhängung an der Box verloren, am Ende aber mit drei Runden Vorsprung auf Roy Woods, Ralph Kent-Cooke und Skeeter McKitterick siegreich blieben.

## Ergebnisse

### Schlussklassement
| 1               | GTX | 86 | Bayside Disposal Racing                  | Hurley Haywood Al Holbert Bruce Leven                   | Porsche 935/80          | 245 |
| 2               | GTX | 90 | Cooke Woods Racing Garretson Enterprises | Roy Woods Ralph Kent-Cooke Skeeter McKitterick          | Porsche 935K3           | 242 |
| 3               | GTX | 2  | Marty Hinze Racing                       | Marty Hinze Milt Minter Bill Whittington                | Porsche 935K3           | 240 |
| 4               | GTX | 3  | Andial Meister Racing                    | Howard Meister Rolf Stommelen Harald Grohs              | Porsche 935M16          | 233 |
| 5               | GTO | 58 | Charles Kendall                          | Chuck Kendall Pete Smith Dennis Aase                    | Porsche Carrera RSR     | 218 |
| 6               | GTX | 30 | Momo Penthouse                           | Giampiero Moretti Charles Mendez Mauricio de Narváez    | Porsche 935J            | 213 |
| 7               | GTO | 23 | Roe Shelby Racing                        | Tim Shelby Earl Roe                                     | Porsche Carrera         | 212 |
| 8               | GTO | 73 | Z & W Enterprises                        | Marion Speer Eddy Joosen Dirk Vermeersch                | Mazda RX-7              | 212 |
| 9               | GTU | 98 | Kent Racing                              | Lee Mueller Walt Bohren                                 | Mazda RX-7              | 211 |
| 10              | GTO | 44 | Group 44                                 | Bob Tullius Bill Adam                                   | Triumph TR8             | 208 |
| 11              | GTU | 67 | Pennzoil of Puerto Rico                  | Mike Ramirez Luis Gordillo Manuel Villa                 | Porsche 911             | 208 |
| 12              | GTO | 04 | T & R Racing                             | Rene Rodríguez Tico Almeida Miguel Morejan              | Porsche Carrera RSR     | 208 |
| 13              | GTO | 54 | Florida Crystals Montura Racing          | Albert Naon Tony Garcia Hiram Cruz                      | Porsche Carrera RSR     | 203 |
| 14              | GTO | 35 | H. S. M. Racing                          | Mandy Gonzales Bonky Fernandez Juan Cochesa             | Porsche 934             | 199 |
| 15              | GTU | 50 | Downing Maffucci Racing                  | Jim Downing Irv Hoerr Scott Hoerr                       | Mazda RX-7              | 196 |
| 16              | GTU | 49 | Faza Squadra                             | Al Cosentino Bob Speakman                               | Mazda RX-7              | 190 |
| 17              | GTX | 9  | Cooke Woods Racing Garretson Enterprises | Bob Garretson Bobby Rahal Brian Redman                  | Porsche 935K3           | 190 |
| 18              | GTO | 4  | Group 44                                 | John Kelly Pat Bedard                                   | Triumph TR8             | 187 |
| 19              | GTU | 77 | Bruce Jennings                           | Bruce Jennings Bill Bean Tom Ashby                      | Porsche 911             | 185 |
| 20              | GTX | 68 | USA Racing                               | Richard Valentine Maurice Carter                        | Chevrolet Corvette      | 182 |
| 21              | GTX | 05 | Miguel Morejan                           | Fred Flaquer Joe Gonzales Angelo Dominguez              | Porsche Carrera RSR     | 182 |
| 22              | GTU | 31 | Hallet Motor Racing Circuit              | Anatoly Aruntunoff José Marina                          | Lancia Stratos HF       | 177 |
| 23              | GTX | 84 | Scorpio Racing                           | Enrique Molins Eduardo Barrientos Guillermo Valiente    | Porsche 935M16          | 177 |
| 24              | GTO | 25 | Red Lobster Racing                       | Dave Cowart Kenper Miller                               | BMW M1                  | 176 |
| 25              | GTU | 81 | Trinity Racing                           | Steve Dietrich Tom Winters Hugh McDonough               | Mazda RX-7              | 174 |
| 26              | GTX | 83 | George Shafer                            | George Shafer Craig Shafer Al Crookston                 | Chevrolet Camaro        | 173 |
| 27              | GTO | 34 | Drolsom Racing                           | George Drolsom Bob Hoskins Buzz Marcus                  | Porsche 924 Carrera GTR | 165 |
| 28              | GTO | 15 | D. L. Performance Engineering            | Doug Lutz Dave Panaccione                               | Porsche Carrera RSR     | 155 |
| 29              | GTU | 52 | Ours & Hours Racing                      | Jack Swanson Tom Cripe Van McDonald                     | Porsche 911             | 155 |
| 30              | GTU | 88 | Klaus Bitterauf                          | Klaus Bitterauf James Moxley Jim Leo                    | Porsche 911             | 155 |
| 31              | GTU | 39 | The Foreign Exchange                     | John Higgins Chip Mead Bill Johnson                     | Porsche 911             | 136 |
| 32              | GTU | 66 | Dunham Trucking                          | Jack Dunham Tom Sheeby Louis Sereix                     | Mazda RX-7              | 136 |
| 33              | GTX | 02 | Firestone Tire & Rubber                  | John Morton Tom Klauser                                 | Ford Mustang            | 133 |
| 34              | GTO | 60 | Bob’s Speed Products                     | Bob Lee Vicki Smith Tom Marx                            | AMC AMX                 | 128 |
| 35              | GTX | 72 | Vince Thompson                           | Del Russo Taylor Rex Ramsey                             | Chevron GTP             | 96  |
| Ausgefallen     |     |    |                                          |                                                         |                         |     |
| 36              | GTU | 45 | Autosport Technology                     | Dwight Mitchell Ray Ratcliff Bill Cooper                | Porsche 914/6           | 189 |
| 37              | GTO | 28 | NTS Racing                               | Sam Posey Fred Stiff                                    | Datsun 280ZX            | 187 |
| 38              | GTU | 32 | Alderman Datsun                          | George Alderman John McComb                             | Datsun 240Z             | 187 |
| 39              | GTU | 92 | Kent Racing                              | Kathy Rude Divina Galica                                | Mazda RX-7              | 160 |
| 40              | GTO | 43 | Bob Gregg Racing                         | Bob Gregg Bob Young Joe Varde                           | Porsche Carrera         | 153 |
| 41              | GTX | 41 | Stratagraph                              | Billy Hagan Terry Labonte                               | Chevrolet Camaro        | 144 |
| 42              | GTO | 24 | Jack Refenning                           | Jack Refenning Ren Tilton Peter Welter                  | Porsche 934             | 139 |
| 43              | GTX | 1  | John Fitzpatrick Racing                  | John Fitzpatrick Jim Busby                              | Porsche 935K3/80        | 129 |
| 44              | GTU | 62 | Kegel Enterprises                        | Bill Knoll Jeff Kline                                   | Porsche 911S            | 121 |
| 45              | GTX | 0  | Interscope Racing                        | Ted Field Danny Ongais                                  | Porsche 935K3/80        | 117 |
| 46              | GTO | 53 | Fritz Hochreuter                         | Fritz Hochreuter Rainer Brezinka Gary Hirsch            | Porsche Carrera         | 114 |
| 47              | GTX | 27 | Kenneth LaGrow Jack Holley               | Kenneth LaGrow Jack Turner                              | Chevrolet Camaro        | 114 |
| 48              | GTU | 7  | Loud Car Racing                          | Jim Mullen Michael Zimicki                              | Mazda RX-7              | 112 |
| 49              | GTX | 09 | T-Bird Swap Shop                         | Preston Henn John Gunn Gary Belcher                     | Porsche 935K3           | 107 |
| 50              | GTO | 14 | BMW Challenge Team                       | Alf Gebhardt Marc Surer                                 | BMW M1                  | 106 |
| 51              | GTU | 57 | Personalized Autohaus                    | Wayne Baker Robert Overby Dan Gilliland                 | Porsche 914/6           | 96  |
| 52              | GTX | 20 | Chris Cord Racing                        | Chris Cord Jim Adams                                    | Chevrolet Monza         | 94  |
| 53              | GTX | 97 | The Cummings Marque                      | Don Cummings Tom Juckette                               | Chevrolet Monza         | 94  |
| 54              | GTU | 55 | Mandeville Racing Ent.                   | Roger Mandeville Amos Johnson                           | Mazda RX-7              | 89  |
| 55              | GTO | 93 | Sanyo Russ Boy                           | John Carusso Russ Boy Rex Ramsey                        | Chevrolet Corvette      | 89  |
| 56              | GTX | 48 | Meldeau Tire Stores                      | Bill McDill Robert Whitaker                             | Chevrolet Camaro        | 85  |
| 57              | GTO | 29 | Bill Ferran                              | Nort Northam Chiqui Soldevilla                          | Porsche Carrera RSR     | 84  |
| 58              | GTU | 82 | Trinity Racing                           | Jim Cook John Casey Bob Bergstrom                       | Mazda RX-7              | 74  |
| 59              | GTO | 12 | Performance Marine Racing                | Jimmy Tumbleston Bobby Dumont Ford Smith                | Chevrolet Camaro        | 63  |
| 60              | GTX | 5  | Bob Akin Motor Racing                    | Bob Akin Derek Bell Craig Siebert                       | Porsche 935K3           | 62  |
| 61              | GTU | 75 | Z & W Enterprises                        | Pierre Honegger Pierre Dieudonné Jean-Paul Libert       | Mazda RX-7              | 60  |
| 62              | GTX | 07 | Heimrath Porsche                         | Ludwig Heimrath senior Ludwig Heimrath junior           | Porsche 935             | 57  |
| 63              | GTU | 16 | Corp Racing Ltd.                         | Douglas Grunnet Jim Burt Steve Parquette                | Mazda RX-7              | 50  |
| 64              | GTO | 40 | David Deacon Racing                      | David Deacon Mike Freberg Rudy Bartling                 | BMW M1                  | 47  |
| 65              | GTX | 94 | Whittington Brothers                     | Don Whittington Bill Whittington Dale Whittington       | Porsche 935K3           | 43  |
| 66              | GTX | 8  | JLP Racing                               | John Paul senior John Paul junior                       | Porsche 935JLP-3        | 43  |
| 67              | GTO | 79 | Lance Every Racing                       | Lance Van Every Richard Bond Ash Tisdelle               | Porsche Carrera RSR     | 27  |
| 68              | GTO | 56 | Rick Barlose                             | Rick Barlose Michael Hammond Don Kravig                 | Porsche Carrera         | 27  |
| 69              | GTO | 03 | Angelo Pallavicini                       | Angelo Pallavicini Neil Crang Dan Simpson               | Porsche 934             | 23  |
| 70              | GTO | 89 | Vette Brakes                             | Al Levenson Elizabeth Kleinschmidt Charles Kleinschmidt | Chevrolet Corvette      | 21  |
| 71              | GTO | 42 | Cotrone Racing Enterprises               | Jo Cotrone Kal Showkat Phil Currin Emory Donaldson      | Chevrolet Corvette      | 20  |
| 72              | GTO | 85 | Sunrise Auto Parts                       | Jeff Loving Ralph Noseda Richard Small                  | Chevrolet Camaro        | 18  |
| 73              | GTO | 61 | Sharkskin Racing                         | C. C. Kanada Earle Moffitt Harry Cochran                | Chevrolet Corvette      | 15  |
| 74              | GTU | 38 | Case Racing                              | Ron Case Ray Mummery Jack Emeryson                      | Porsche 911             | 12  |
| 75              | GTU | 70 | Doyle Racing                             | Chris Doyle Hubert Phipps                               | Mazda RX-7              | 10  |
| 76              | GTU | 21 | Alps Restoration                         | Peter Aschenbrenner Peter Moennick Herman Lausberg      | Porsche 914/6           | 6   |
| 77              | GTO | 13 | Garcia Racing                            | John Lino George Garcia Fernando Garcia                 | Chevrolet Corvette      | 2   |
| 78              | GTU | 37 | Vince Thompson                           | Janis Taylor Pat Godard Carol Cone                      | Alfa Romeo GTV          | 1   |
| Nicht gestartet |     |    |                                          |                                                         |                         |     |
| 79              | GTX | 00 | Interscope Racing                        | Ted Field Danny Ongais                                  | Porsche 935K3/80        | 1   |
| 80              | GTU | 01 | T & R Racing                             | Fred Flaquer Joe Gonzales Angelo Dominguez              | Porsche Carrera         | 2   |
| 81              | GTO | 10 | T. C. Racing                             | Tim Chitwood Joe Varde                                  | Chevrolet Camaro        | 3   |
| 82              | GTX | 18 | JLP Racing                               | Werner Frank                                            | Porsche 935             | 4   |
| 83              | GTX | 19 | Chris Cord Racing                        | Chris Cord Jim Adams                                    | Chevrolet Monza         | 5   |
| 84              | GTX | 22 | Paul Canary Racing                       | John Gunn Paul Canary                                   | McLaren M12 GT          | 6   |
| 85              | GTO | 36 | Herman + Miller P+A                      | Doc Bundy Paul Miller                                   | Porsche 924 Carrera GTR | 7   |
| 86              | GTO | 46 | B R Racing                               | Mark Leuzinger Mike Van der Werff                       | De Tomaso Pantera       | 8   |
| 87              | GTO | 65 | Yenko Chevrolet                          | Gary English Don Yenko Bob McClure                      | Chevrolet Camaro        | 9   |
| 88              | GTU | 71 | Morgan Perf. Group                       | Charles Morgan Jim Miller Herb Forrest                  | Datsun 280ZX            | 10  |
| 89              | GTX | 74 | Z & W Enterprises                        | Pierre Honegger Ernesto Soto                            | Mazda RX-7 GTP          | 11  |
| 90              | GTX | 91 | T-Bird Swap Shop                         | Preston Henn John Gunn Gary Belcher                     | Ferrari 512BB           | 12  |

1 Trainingswagen
2 nicht gestartet
3 zurückgezogen
4 nicht gestartet
5 Trainingswagen
6 zurückgezogen
7 Unfall im Training
8 zurückgezogen
9 nicht gestartet
10 nicht gestartet
11 zurückgezogen
12 nicht gestartet

### Nur in der Meldeliste
Hier finden sich Teams, Fahrer und Fahrzeuge, die ursprünglich für das Rennen gemeldet waren, aber aus den unterschiedlichsten Gründen daran nicht teilnahmen.
| Pos. | Klasse | Nr. | Team                  | Fahrer                                            | Chassis            |
| ---- | ------ | --- | --------------------- | ------------------------------------------------- | ------------------ |
| 91   | GTO    | 11  | Clayton Dopke         | Clayton Dopke Freddy Baker Joe McCurdy            | Ford Capri RS      |
| 92   | GTX    | 17  | Pepe Romero           | Pepe Romero Luis Mendez                           | Porsche 935M16     |
| 93   | GTO    | 26  | Seacoast Aircraft     | Lloyd Frink Ed Hinchcliff                         | Chevrolet Corvette |
| 94   | GTX    | 33  | Avo Racing Cars       | Paul Nacol Vincent Collins Lojza Vosta            | AVO-Mazda 13       |
| 95   | GTO    | 47  | Bells Racing          | David Bell Harry Dinwiddie Ben Burrell            | Datsun 260Z        |
| 96   | GTO    | 63  | Don Nooe              | Don Nooe Jim Stricklin John Eckelberry            | Chevrolet Corvette |
| 97   | GTO    | 64  | Sharkskin Racing      | Boyd Franklin C. C. Canada                        | Chevrolet Camaro   |
| 98   | GTO    | 69  | Southwind Enterprises | Ralston Long Charlie Cook Bob McGraw              | Plymouth Volare    |
| 99   | GTX    | 76  | Arrow Heating Co.     | John Chamberlain Joe Chamberlain                  | Chevrolet Corvette |
| 100  | GTU    | 78  | R. Sanchez Racing     | Diego Febles Armando Ramirez                      | Mazda RX-7         |
| 101  | GTX    | 95  | Whittington Brothers  | Don Whittington Bill Whittington Dale Whittington | Porsche 935K3      |
| 102  | GTO    | 99  | Full Time Racing      | Kai Showkat Phil Currin Emory Donaldson           | Chevrolet Corvette |

### Klassensieger
| Klasse | Fahrer         | Fahrer      | Fahrer      | Fahrzeug            | Platzierung im Gesamtklassement |
| ------ | -------------- | ----------- | ----------- | ------------------- | ------------------------------- |
| GTX    | Hurley Haywood | Al Holbert  | Bruce Leven | Porsche 935/80      | Gesamtsieg                      |
| GTO    | Chuck Kendall  | Pete Smith  | Dennis Aase | Porsche Carrera RSR | Rang 5                          |
| GTU    | Lee Mueller    | Walt Bohren |             | Mazda RX-7          | Rang 9                          |

### Renndaten
- Gemeldet: 102
- Gestartet: 78
- Gewertet: 35
- Rennklassen: 3
- Zuschauer: unbekannt
- Wetter am Renntag: warm und trocken
- Streckenlänge: 8,369 km
- Fahrzeit des Siegerteams: 12:00:49,855 Stunden
- Gesamtrunden des Siegerteams: 245
- Gesamtdistanz des Siegerteams: 2050,304 km
- Siegerschnitt: 170,661 km/h
- Pole Position: John Fitzpatrick – Porsche 935/80 (#1) – 2.28.675 – 202,636 km/h
- Schnellste Rennrunde: John Paul junior – Porsche 935JLP-3 (#18) – 2.28,630 – 202,697 km/h
- Rennserie: 2. Lauf zur Sportwagen-Weltmeisterschaft 1981
- Rennserie: 2. Lauf zur IMSA-GTP-Serie 1981